# Tournoi de Wimbledon 1893

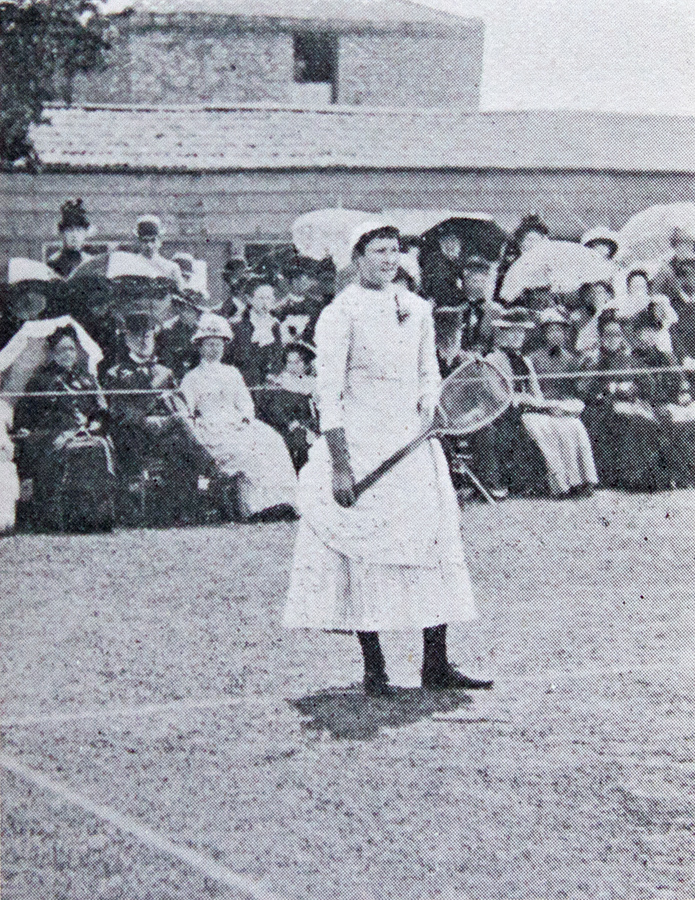
Charlotte "Lottie" Dod (1871-1960), cinq fois championne de Wimbledon dont l'année 1893.

Résultats du Tournoi de Wimbledon 1893.

## Simple messieurs
Finale : Joshua Pim  Royaume-Uni bat Wilfred Baddeley  Royaume-Uni 3-6, 6-1, 6-3, 6-2

## Simple dames
Finale : Lottie Dod  Royaume-Uni bat Blanche Bingley  Royaume-Uni 6-8, 6-1, 6-4